# Nadine Beiler
Nadine Beiler (ur. 27 maja 1990 w Inzing) – austriacka piosenkarka pop i R&B.

## Życiorys
Urodziła się i wychowywała w Inzingu, jest córką lekarza i masażystki. Przed rozpoczęciem nauki w szkole średniej śpiewała na weselach i różnych przyjęciach. W styczniu 2007 roku zwyciężyła w finale trzeciej edycji programu Starmania. Po udziale w programie wydała debiutancki album pt. Komm doch mal rüber, który promowała singlami: „Alles was du willst” i „Was wir sind”. Jej piosenka „No Chance to Lose” została wykorzystana w drugiej edycji programu Österreichs Nächstes Top Model.

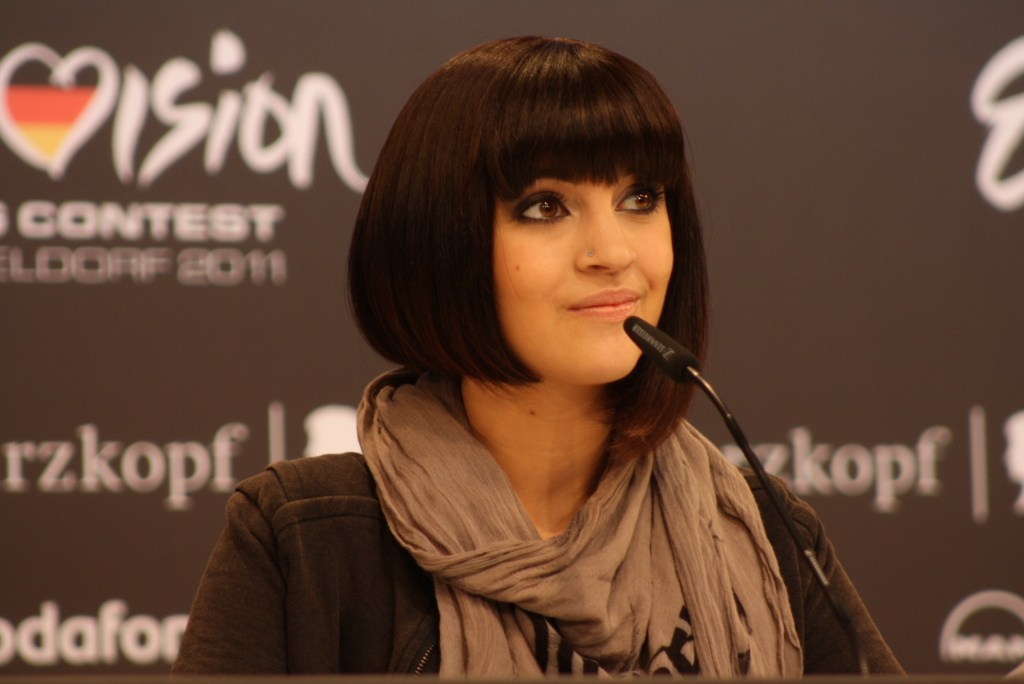
Beiler (2011)

W styczniu 2011 roku została ogłoszona jedną z półfinalistów austriackich eliminacji eurowizyjnych, do których zgłosiła się z utworem „The Secret is Love”. Ostatecznie dotarła do finału programu i zdobyła w nim największe poparcie telewidzów, dzięki czemu została wybrana na reprezentantkę Austrii w 56. Konkursie Piosenki Eurowizji w Düsseldorfie. 10 maja wydała album pt. I’ve Got a Voice, a sześć dni później wystąpiła w finale Eurowizji 2011, w którym zajęła 18. miejsce (25. miejsce w głosowaniu telewidzów i piąte miejsce u jurorów).
W 2014 roku przybrała pseudonim artystyczny Dice Mora, pod którym zaczęła współpracę z brytyjsko-austriackim producentem muzycznym Mac Desim. Nowy projekt promowała singlem „Just Like”, który wydała w marcu 2015 roku wraz z teledyskiem.

## Dyskografia
Albumy studyjne
| Tytuł               | Informacje o albumie                                                                                       | Najwyższe miejsce |
| Tytuł               | Informacje o albumie                                                                                       | AUT               |
| ------------------- | --- | ----------------- |
| Komm doch mal rüber | - Data wydania: 25 maja 2007 - Wytwórnia: Universal Music - Format: CD, digital download                   | 4                 |
| I’ve Got the Voice  | - Data wydania: 13 maja 2011 - Wytwórnia: Sony Music, Serious Entertainment - Format: CD, digital download | 3                 |

Single
| Rok  | Single                | Najwyższe miejsce | Album               |
| Rok  | Single                | AUT               | Album               |
| ---- | --------------------- | ----------------- | ------------------- |
| 2007 | „Alles was du willst” | 2                 | Komm doch mal rüber |
| 2007 | „Was wir sind”        | 15                | Komm doch mal rüber |
| 2011 | „The Secret Is Love”  | 9                 | I’ve Got the Voice  |
| 2013 | „Right On”            | –                 | –                   |